# Dyakia (orquídea)
Dyakia é um género botânico pertencente à família das orquídeas (Orchidaceae).